# Ло Юйтун
Ло Юйту́н (кит. упр. 罗玉通, пиньинь Luó Yùtōng, род.6 октября 1985) — китайский прыгун в воду, олимпийский чемпион и чемпион мира.

## Биография
Ло Юйтун родился в 1985 году в городском уезде Хойчжоу округа Хойян провинции Гуандун. С 1993 года стал заниматься прыжками в воду в хойчжоуской спортшколе, в 1996 году вошёл в сборную провинции, в 2000 — в национальную сборную. С этого момента он начал завоёвывать медали международных турниров.